# 后翼棄兵 (迷你劇)
《后翼棄兵》（英語：The Queen's Gambit）是一部美國劇情類電視迷你劇，改編自美國小說家沃爾特·特維斯於1983年出版的同名小說。由史考特·法蘭克和艾倫·史考特改編劇本，於2020年10月23日在串流媒體Netflix上發布。
 

## 劇情
從孤兒院長大的國際象棋神童貝絲·哈蒙（由安雅·泰勒-喬伊飾演）因國際象棋天賦而出名，希望成為世界冠軍，但同時也和在奮力應付成癮、偏執、艱難的人際關係。劇中情節是從1950年代中期開始，一直持續到1960年代。
戲劇是以九歲的孤女貝絲·哈蒙開始，她的母親因為車禍而過世，她在 「梅休因之家」孤兒院遇到比她大幾歲，活潑友善的喬琳（摩西·英格蘭飾演）、孤兒院院長（克里斯汀·塞德爾飾演）、孤兒院的校工薛波先生（比爾·坎普飾演）。薛波先生是貝絲國際象棋的啟蒙老師。「梅休因之家」和50年代其他的育幼院類似，每天會發鎮靜劑給院童服用来平衡他们的性格，貝絲也漸漸的對鎮靜劑上癮。幾年後，來自肯塔基州萊辛頓的惠特利夫婦收養了貝絲·哈蒙。貝絲進入了新家，在沒有國際象棋比賽經驗下，參加了國際象棋的比賽，多次獲勝，開始受到注意，也和一些參與比賽的棋手成為朋友，例如以前的肯塔基州冠軍戈提克（哈利·米尔林飾演）、天才棋手班尼（湯瑪士·桑格斯特飾演）以及初戀湯斯（雅各·福頓·洛伊德飾演），但輸給蘇聯的國際象棋冠軍。貝絲繼續參與比賽，並且依靠比賽的獎金過活，但對酒以及藥的依賴卻越來越深，其生活開始失控。
最後貝絲·哈蒙終於在一場重要比賽中，她用她的國際象棋啟蒙牌局后翼棄兵來開局，最終打敗了蘇聯的國際象棋世界冠軍，同時也找到了自己的人生方向。

## 演員與角色
- 安雅·泰勒-喬伊 飾 伊莉莎白·「貝絲」·哈蒙（Elizabeth "Beth" Harmon），年輕的女國際象棋棋士，目標是要成為全世界第一的國際象棋棋士。
  - 艾拉·強斯頓（Isla Johnston）飾 兒童時的貝絲·哈蒙。
- 比爾·坎普（英语：Bill Camp） 飾 「梅休因之家」孤兒院的校工薛波先生，教貝絲下國際象棋的人。
- 摩西·英格蘭（Moses Ingram）飾 喬琳，貝絲在孤兒院中的好友。
- 克里斯汀·塞德爾 飾 海倫·迪爾多夫（Helen Deardorff），梅休因之家院長，後因摔斷腿必須柱拐杖走路。
- 蕾貝卡·魯特（英语：Rebecca Root） 飾 Lonsdale 老師。
- 克洛伊·皮里（英语：Chloe Pirrie） 飾 貝絲的生母愛麗絲，是數學家。
- Akemnji Ndifornyen 飾 Fergusson 老師，梅休因之家唯一的男教師，工作是發放藥品。
- 瑪麗艾·海勒 飾 惠特利太太，貝絲後來的養母，因酗酒所以身體狀況很差，後來丈夫跑掉所以獨自扶養貝絲，但金錢來源大多是貝絲贏棋的獎金，跟貝絲感情很好，最後因長期酗酒猝死。
- 哈利·米尔林 飾 巴提克，初登場時相當跋扈。肯塔基州國際象棋冠軍，後被貝絲打敗。
- 派崔克·甘迺迪 飾 惠特利先生，貝絲的養父，和貝絲很疏遠。
- 雅各·福頓-洛伊德（Jacob Fortune-Lloyd）飾 湯斯，貝絲的初戀，肯塔基州《列星頓週刊》的副編輯。
- 湯瑪士·桑格斯特 飾 班尼，天才棋手，曾為美國冠軍，後在第二次與貝絲交手中落敗，並協助她提升棋藝以對抗世界冠軍博戈夫。
- 馬辛·多洛辛斯基（英语：Marcin Dorociński） 飾 國際象棋世界冠軍博戈夫，同時也是貝絲最害怕的對手。

## 集數
| 集數 | 標題 | 導演          | 編劇          | 上線日期       |
| ---- | ---- | ------------- | ------------- | -------------- |
| 1    | 開局 | 史考特·法蘭克 | 史考特·法蘭克 | 2020年10月23日 |
| 2    | 兌子 | 史考特·法蘭克 | 史考特·法蘭克 | 2020年10月23日 |
| 3    | 疊兵 | 史考特·法蘭克 | 史考特·法蘭克 | 2020年10月23日 |
| 4    | 中局 | 史考特·法蘭克 | 史考特·法蘭克 | 2020年10月23日 |
| 5    | 捉雙 | 史考特·法蘭克 | 史考特·法蘭克 | 2020年10月23日 |
| 6    | 封局 | 史考特·法蘭克 | 史考特·法蘭克 | 2020年10月23日 |
| 7    | 殘局 | 史考特·法蘭克 | 史考特·法蘭克 | 2020年10月23日 |

## 製作

### 規劃
Netflix在2019年3月19日計劃要拍攝一個六集的迷你劇，此劇由史考特·法蘭克和艾倫·史考特創作，他們和William Horberg擔任執行導演。迷你劇在2020年10月23日上映，共有七集，比原先規劃的多了一集。卡洛斯·拉斐爾·里維拉為此劇配樂。由曾任世界國際象棋錦標賽冠軍的加里·基莫维奇·卡斯帕罗夫以及國際象棋教練布魯斯·潘德爾菲尼擔任顧問。

### 選角
在此片宣布拍攝時，也同步宣佈由安雅·泰勒-喬伊飾演女主角。2020年1月時宣佈莫塞斯·英格拉（Moses Ingram）也參與拍攝。在公佈首映日期時，宣佈了由比爾·坎普、托马斯·桑斯特、哈利·米尔林及瑪麗艾·海勒等演員主演。

### 拍攝
主体拍摄是從2019年8月起在加拿大安大略省的剑桥進行，大部分場景，包括辛辛那提、墨西哥城等场景，在柏林拍攝，例如柏林國際影城、柏林動物園、及腓特烈皇宫剧院等地。

### 製作設計
其場景設計是由Uli Hanisch（德国电视剧集《巴比伦柏林》的場景設計）所設計，重建了1950年代末以及1960年代的氛圍。

## 回响

### 收视率
2020年10月28日，该剧成为Netflix当日最受关注的剧集。

### 影評家评价
本劇獲得電視影評家盛赞。於爛番茄整合的評論中，獲得100%的新鮮度、平均得分8.16/10（53名評論家），評論家共識：「这部电视剧并不总是完美的，但在安雅·泰勒-喬伊充满吸引力的表演、不可思议的时代细节和情商写作之间，《后翼棄兵》是一个绝对的胜利。」。於Metacritic整合的評論中，獲得了79分（滿分100；28名評論家），屬于“正面评论为主”。

### 模仿cosplay
《后翼棄兵》人氣火爆，不少名人、網紅爭相模仿，例如有泰國網紅「Framsook lek lek」以及張敬軒。

### 制作公司被控告
2021年9月16日，格鲁吉亚国际象棋冠军诺娜·加普林达什维利向法庭控告Netflix诽谤罪，指对方在电视剧最后一集声称她从没在专业赛事中与男性下棋的说法有误，要求删除相关内容。加普林达什维利事实上经常和男性棋手比赛，包括顶尖选手。2022年9月，加普琳达什维利與Netflix達成和解。

## 參閲
- 女性國際象棋棋手列表（英语：List of female chess players）
- 國際象棋神童（英语：Chess prodigy）
- 波尔加·苏珊、波尔加·索非亚及波爾加·朱迪
- 后翼弃兵

## 外部連結
- 在Netflix上觀看《后翼棄兵》
- 互联网电影数据库（IMDb）上《后翼棄兵》的资料（英文）
- 豆瓣电影上《后翼棄兵》的資料 （简体中文）